# Action française
Action française är en ultrakonservativ och rojalistisk politisk rörelse i Frankrike, som förespråkar en monarki som är traditionell, ärftlig, anti-parlamentarisk och decentraliserad. 
Den uppstod ur Dreyfusaffären och grundades av filosofi-professorn Henri Vaugeois och författaren Maurice Pujo år 1899. Under ledning av Charles Maurras blev rörelsen snart en monarkistisk och nationalistisk organisation som ville återinföra monarkin. Rörelsen motsatte sig i synnerhet kommunismen, som i Frankrike vid denna tid hade blivit en stark politisk kraft. Rörelsen förespråkade också korporativism, alltså skapandet av yrkesorganisationer.
Under 1930-talet misstänktes man för stämplingar till statskupp i Frankrike. En fraktion av rörelsen anslöt sig efter kapitulationen i andra världskriget till motståndsrörelsen, en annan fraktion till Charles de Gaulle, medan en fraktion under ledning av Maurras förblev trogen Philippe Pétains regim i Vichy. Sistnämnda faktum ledde till rörelsens upphävande vid krigsslutet. Action française har dock vid flera tillfällen återbildats under efterkrigstiden.
Även om Action française önskade upphöja katolicismen till statsreligion i Frankrike, var flera av rörelsens förgrundsgestalter agnostiker vilka önskade återinföra katolicismen av framför allt pragmatiska skäl. Det resulterade i att rörelsen blev bannlyst av påven Pius XI. Bannlysningen hävdes av Pius XII år 1939.